# Raymond Z. Gallun
Raymond Zinke Gallun, né le 22 mars 1911 à Beaver Dam au Wisconsin et mort le 2 avril 1994, est un écrivain américain de science-fiction.

## Biographie
Raymond Gallun est né à Beaver Dam, dans le Wisconsin. Il a effectué une seule année de collège puis est parti voyager en Europe, menant une vie de bohème, et effectuant de multiples petits travaux.
Il appartient au groupe d'auteurs de science-fiction populaire. Il a vendu de nombreuses nouvelles aux magazines pulps dans les années 1930. Old Faithful (1934) est sa première histoire écrite. The Gentle Brain a été publié dans Science Fiction Quarterly sous le pseudonyme d'« Arthur Allport ».
Son premier livre, People Minus X, a été publié en 1957 par la maison d'édition Simon & Schuster, suivi par The Planet Strappers en 1961 (chez Pyramid). La collection Ballantine a publié en 1978 The Best of Raymond Z. Gallun, fournissant un choix de ses textes. Gallun a été distingué du I-CON Lifetime Achievement Award en 1985 au I-CON IV. Par la suite, la distinction a été renommée The Raymond Gallun Award.
Gallun possède plusieurs noms de plume : Dow Elstar, E.V. Raymond et William Callahan.
Une autobiographie posthume, Starclimber, éditée par Jeffrey M. Elliot, avec des entretiens de Gallun lui-même, a été publiée en 2007. Une interview de Gallun a été conduite par Eric Leif Davin dans Pioneers of Wonder.
Gallun a été précurseur dans la conception de la mégastructure dite de la sphère de Dyson. Il a en effet imaginé, dans Iszt–Earthman (1938) puis dans The Raiders of Saturn's Ring (1941), comment l'humanité pourrait démanteler des planètes entières pour fabriquer des anneaux dans lesquels les terriens vivraient, en orbite autour du soleil. Revenant sur ces écrits, Gallun se considère comme l'un des précurseurs de la théorie de Dyson.

## Publications

### Romans
- (en) Iszt–Earthman, 1938
- (en) The Machine that thought, 1940Sous le nom de William Callahan.
- (en) The Raiders of Saturn's Ring, 1941
- (en) A Step Farther Out, 1950
- (en) Passport to Jupiter, 1951
- (en) People Minus X, 1958
- (en) The Planet Strappers, 1961
- (en) Apollo at Go, 1963
- (en) The Eden Cycle, 1974
- (en) Skyclimber, 1981
- (en) Bioblast, 1985

### Nouvelles
- La Grande illusion (1936)